# Каролінги
Каролі́нги (лат. Carolingi, фр. Carolingiens) — королівська династія у державах франків.

## Походження
Каролінги були династією голів палаців (мажордомів), потім франкських королів. Вони успадкували владу від Меровінгів і продовжували керувати в деяких королівствах до 987 року. Ім'я Каролінгів походить від Карла Мартела (лат. Carolus Martellus), який переміг маврів в битві при Турі в 732 році. Найвидатніший член династії — Карл I Великий, (фр. Charlemagne), коронований імператором у 800 році.
Вважають, що династія заснована Арнульфом Мецьким, впливовим єпископом Меца на початку VII сторіччя. Його син Ансегісел (Ansegisel) одружився зі Святою Беггою (Saint Begga), дочкою мажордома Австразії Піпіна Ланденського (Pepin Landen). Їхнім сином був Піпін Герістальський (Pepin Heristal), також мажордом Австразії.
Від дідів Піпіна династія одержує свої раніші імена: Арнулфінги (Arnulfing) або Піпініди (Pippinid).

## Представники
- Піпін Герістальський — завоював Нейстрію у битві при Тертрі 687 року й утвердив свою владу над усіма франками.

- Карл Мартел — син Піпіна Герістальського, батько Піпіна Короткого.

- Піпін III Короткий став королем 751 року за підтримки франкських дворян і римського Папи Захарія. Останнього короля династії Меровінгів, Хільдеріка III було пострижено і заслано в монастир.Карл Великий, представник династії Каролінгів

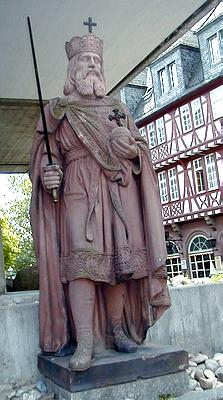
Карл Великий, представник династії Каролінгів

- Карл Великий — син Піпіна, став королем франків 768 року й був коронованим на імператора римським Папою Левом III у 800 році.
- Людовик I Благочестивий — син Карла, був єдиним наступником, але після смерті Людовика розпочалася трирічна громадянська війна між його синами: Лотаром, Людовиком II Німецьким і Карлом II Лисим.

## Поділ імперії Карла Великого
Після поділу імперії між трьома онуками Карла Великого згідно з Верденським договором 843 року, Каролінги продовжували тримати трон у всіх трьох країнах, які були створені: Західній Франкії, Середній Франкії й Східній Франкії:
- У Західній Франкії, яка стала Францією, вони далі були керівною династією, допоки Капетинги не одержали трон у 987 році.
- У Середній Франкії, (королівства Лотарингія, Прованс і Ломбардія), сім'я правила до 875 року, але подальше розділення відбувалося згідно з Мерсенським договором 870 року.
- У Східній Франкії, ядрі Священної Римської імперії, Каролінги правили до смерті Людовика IV Дитини в 911 році. Герцоги племінних герцогств визнали Саксонську династію (Оттонів (Ottonians) або Людольфінґерів (Liudolfinger), які свідомо виставляли себе наступниками Каролінгів. Зв'язок Карла з Римом був слабким.